# Nick Stokes
Nicholas "Nick" Stokes a Las Vegas-i CSI: A helyszínelők sorozat egyik szereplője. Megformálója George Eads.

## Személyes adatok
1971. február 9-én született Dallasban (Texas állam). Hét gyermek közül a legfiatalabb. Édesapja állami kerületi ügyészként dolgozott bírói kinevezése előtt, majd áthelyezték a texas-i Legfelsőbb Bírósághoz. Édesanyja állami védőként dolgozott. Szülei több, mint 45 éve élnek boldog házasságban. Bátyja és öt nővére mellett mindig volt, aki vigyázzon rá, talán ezért is érinti minden túl személyesen őt. Édesapja Panchonak becézte, Nick pedig őt Cisconak (ez kiderül az ötödik évad záróepizódjából). Nyitott az emberek felé, a népes család mellett megtanult emberekkel együtt élni, így ezzel nincs problémája. Azáltal, hogy helyszínelő lett, sikerült felnőnie szülei elvárásaihoz. 
Az egyetem elvégzése után 3 évig a dallasi laborban dolgozott. Maradhatott volna Texasban is, de ő inkább két állammal odébb költözött. Még mindig ugyanúgy szereti a családját, de szeretne önmaga lenni, családot alapítani és meg szeretné találni saját személyességét. 
Helyszínelőként speciális feladata a haj- és szövetanalízis.

## Nick az évadok során
A második évad harmadik epizódjában (Overload), Nick bevallja Catherine-nek, hogy kilencéves korában molesztálta a babysittere. Habár ezt az esetet többször nem említik meg a sorozatban, mégis látható Nicken, hogy ez mekkora traumát okoz neki, és ezért is nehéz neki lelkileg feldolgozni a gyerekekkel kapcsolatos bűnügyeket.
Nick könnyen mutatja ki az érzéseit és empatikus. Emberként kezeli az áldozatokat, akik megérdemlik azt, hogy kiderítse, mi történt velük.
Nick az évadok során többször került veszélybe: az első évad hatodik részében (Who are you) a gyanúsított fegyvert fogott rá; a tizenharmadik részben (Boom) meggyanúsították egy prostituált meggyilkolásával, akivel előző éjszaka együtt volt; a második évad tizenkilencedik részében (Stalker) a zaklatója, Nigel Craine, hetekig figyelte a padlásáról, majd kidobta egy helyszínen az ablakon, a házában pedig fegyvert fogott rá. Az ötödik évad szezonzáró részében (Grave Danger) élve eltemették, és a munkatársai egy webcamerán keresztül látták őt. Társai megtettek mindent a megmentéséért, és ez a halálközeli élménye kihatott a továbbiakban is. A hatodik évad huszonegyedik részében (Rashomama) ellopták a bizonyítékokkal teli kocsiját.
Elrablása kihatással volt a McBride-ügyre is (hatodik évad ötödik rész, Gum Drops), Nick volt az egyetlen, aki hitt abban, hogy a kislány még él.
A kilencedik évad premierjében (For Warrick) Nick nyugodtan fogadja Warrick halálát. A düh akkor jön ki rajta, amikor a rész végén szembe kerül Warrick gyilkosával, az alseriff Jeff McKeen, aki provokálja, hogy lőjje le őt. Nick nem lövi le, de amikor Brass megérkezik csak ennyit mond: késtél.
Grissom távozása után Catherine kapná meg az irodáját, ám ő átadja a lehetőséget Nicknek. Nick úgy dönt, megosztja társaival - Greg és Riley - az irodát.
A tizedik évad elején Catherine a helyettesének nevezi ki Nicket, miután Sara tanácsolta neki, hogy szüksége van egy helyettesre. Az évad végén - a 'Meat Jekyll' részben - Nicket vállon lövi Charlie DiMasa (Dr. Jekyll becenévvel illetett sorozatgyilkos), de nem hal meg. Marad benne annyi erő a lövés után, hogy lelövi Charlie-t, és így megmenti Rayt.
Nick lesz az éjszakai műszak vezetője, miután Catherine távozik a sorozatból a 11. évad 19. részében.
Nicket az évadok során háromszor láthatjuk sírni: amikor először fognak rá fegyvert (Who are you), a koporsóban (Grave Danger), és a kilencedik évadban (Turn, turn, turn), amikor Raymond Langstonnal beszélgetnek az áldozatról.

## Kapcsolat a többi szereplővel
A csapatból mindenkihez jó viszony fűzi.
- Gil Grissom: a főnökét apjaként tiszteli, aki abban segít neki, hogy érzelmei helyett inkább a tényekre támaszkodva oldjon meg egy-két esetet.
- 'Catherine Willows:' sokszor láthatjuk flörtölni őket, Nick megbízik Catherineben.
- Warrick Brown: a legjobb barátja.
- Sara Sidle: Sara és Nick a sorozat első évadjaiban sokat flörtöltek egymással, a Snickers fanship rajongóinak sokáig úgy tűnt, össze is jönnek, ám ebből nem lett semmi. Nick és Sara jó barátok maradtak.
- Greg Sanders: Nick sokat viccelődik Greggel, főleg amíg a srác laborosként dolgozik. Warrick mellett Greg a másik barátja.
- Raymond Langston: Nick olyan, mintha a tanára és mentora lenne az új csapattagnak.

## Megjelenés
Nick megjelenése sokat változik az évadok során. Magas, sportos testalkatú, sötétbarna/fekete haj és barna szem, valamint az elmaradhatatlan mosolya jellemzi külsőre. A haját néhányszor kopaszra vágatja, és a hatodik évad során bajuszt is növesztett, de hamarosan le is vágatta.
Többnyire farmert visel, hozzá inget, vagy pólót.

## Magánélet
Nick magánéletéről sok nem derül ki a sorozatban. Volt egy egyéjszakás kalandja Kristy Hopkinssal, aki prostituáltként dolgozott, és akinek a meggyilkolásával gyanúsították. A hetedik évad első epizódjában (Built to kill I.) Nick a bárban egy régi ismerősével táncol. A nyolcadik évad záró epizódjában (For Gedda) egy csinos pincérnővel szemez, és ott marad, hogy megszerezze a számát, amikor Warrick elmegy. 
Nicket néha nőbolondnak emlegetik, ennek ellenére nem derül ki, van-e barátnője.